# Eleição municipal de São José dos Pinhais em 2016
A eleição municipal de São José dos Pinhais em 2016 foi realizada para eleger um prefeito, um vice-prefeito e 21 vereadores no município de São José dos Pinhais, no estado brasileiro do Paraná. Foram eleitos Antonio Benedito Fenelon (Partido Social Cristão) e Thiago Fernando Bührer para os cargos de prefeito(a) e vice-prefeito(a), respectivamente. 
Seguindo a Constituição, os candidatos são eleitos para um mandato de quatro anos a se iniciar em 1º de janeiro de 2017. A decisão para os cargos da administração municipal, segundo o Tribunal Superior Eleitoral, contou com 170 705 eleitores aptos e 16 302 abstenções, de forma que 9.55% do eleitorado não compareceu às urnas naquele turno.

## Resultados

### Eleição municipal de São José dos Pinhais em 2016 para Prefeito
A eleição para prefeito contou com 3 candidatos em 2016: Sylvio Monteiro Neto do Partido Trabalhista Brasileiro, Antonio Benedito Fenelon do Partido Social Cristão, Mauro Antônio Knorst do Rede Sustentabilidade que obtiveram, respectivamente, 40 157, 61 484, 13 682 votos. O Tribunal Superior Eleitoral também contabilizou 9.55% de abstenções nesse turno. 
| Candidato(a)                   | Vice                   | Coligação                      | Votos recebidos | Percentual |
| ------------------------------ | ---------------------- | ------------------------------ | --------------- | ---------- |
| Antonio Benedito Fenelon (PSC) | Thiago Fernando Bührer | São José Melhor                | 61484           | 53.31%     |
| Sylvio Monteiro Neto (PTB)     | Mari Lucia Stoco Ulson | Renovação Com Responsabilidade | 40157           | 34.82%     |
| Mauro Antônio Knorst (REDE)    | Pedro Scherer          | Unidos Por São José            | 13682           | 11.86%     |

### Eleição municipal de São José dos Pinhais em 2016 para Vereador
Na decisão para o cargo de vereador na eleição municipal de 2016, foram eleitos 21 vereadores com um total de 130 641 votos válidos. O Tribunal Superior Eleitoral contabilizou 9 857 votos em branco e 13 905 votos nulos. De um total de 170 705 eleitores aptos, 16 302 (9.55%) não compareceram às urnas .
| Nome                                   | Partido político                               | Coligação                                               | Votos recebidos | Percentual |
| -------------------------------------- | ---------------------------------------------- | ------------------------------------------------------- | --------------- | ---------- |
| Abelino Pereira de Souza               | Partido Socialista Brasileiro (PSB)            | Partido Socialista Brasileiro (sem coligação)           | 3141            | 2.4%       |
| Margarida Maria Singer                 | Democratas (DEM)                               | Democratas (sem coligação)                              | 2978            | 2.28%      |
| Antonio Gilberto de Mello              | Partido Verde (PV)                             | Partido Verde (sem coligação)                           | 2488            | 1.9%       |
| Juliano Silveira Martins               | Partido Social Cristão (PSC)                   | Partido Social Cristão (sem coligação)                  | 2217            | 1.7%       |
| Marcelo Guilherme                      | Rede Sustentabilidade (REDE)                   | Unidos por São José                                     | 2190            | 1.68%      |
| Assis Manoel Pereira                   | Partido da Social Democracia Brasileira (PSDB) | Partido da Social Democracia Brasileira (sem coligação) | 2080            | 1.59%      |
| Ailton Alves de Oliveira               | Partido Trabalhista Brasileiro (PTB)           | Partido Trabalhista Brasileiro (sem coligação)          | 2069            | 1.58%      |
| Luiz Paulo de Lima                     | Partido Socialista Brasileiro (PSB)            | Partido Socialista Brasileiro (sem coligação)           | 1944            | 1.49%      |
| Abilio Arthur Alves                    | Democratas (DEM)                               | Democratas (sem coligação)                              | 1941            | 1.49%      |
| Alex Artur Purkote                     | Democratas (DEM)                               | Democratas (sem coligação)                              | 1890            | 1.45%      |
| Ubiratan Pedroso                       | Partido Comunista do Brasil (PCdoB)            | Partido Comunista do Brasil (sem coligação)             | 1880            | 1.44%      |
| Carlos Fernando Ayres Machado          | Partido da Social Democracia Brasileira (PSDB) | Partido da Social Democracia Brasileira (sem coligação) | 1843            | 1.41%      |
| Maria Elena Ribeiro de Andrade Hendler | Partido da Social Democracia Brasileira (PSDB) | Partido da Social Democracia Brasileira (sem coligação) | 1726            | 1.32%      |
| Edson Serpa Dangui                     | Partido Social Cristão (PSC)                   | Partido Social Cristão (sem coligação)                  | 1705            | 1.31%      |
| Ido Antoninho Lunelli                  | Movimento Democrático Brasileiro (MDB)         | Movimento Democrático Brasileiro (sem coligação)        | 1617            | 1.24%      |
| Fatima Sebastiana de Paula             | Progressistas (PP)                             | Progressistas (sem coligação)                           | 1393            | 1.07%      |
| Alberto Setnarsky                      | Movimento Democrático Brasileiro (MDB)         | Movimento Democrático Brasileiro (sem coligação)        | 1265            | 0.97%      |
| Silvio Santo Xavier da Costa           | Partido Social Cristão (PSC)                   | Partido Social Cristão (sem coligação)                  | 1174            | 0.9%       |
| Afonso Tadeu Camargo                   | Partido Social Liberal (PSL)                   | Partido Social Liberal (sem coligação)                  | 1076            | 0.82%      |
| Gilmar Batista de Oliveira             | Partido Social Cristão (PSC)                   | Partido Social Cristão (sem coligação)                  | 1067            | 0.82%      |
| Elcio Negosek                          | Progressistas (PP)                             | Progressistas (sem coligação)                           | 887             | 0.68%      |